# Parco nazionale di Kafta Sheraro
Il parco nazionale di Kafta Sheraro è un'area protetta dell'Etiopia, presso il confine con l'Eritrea, tra Shiraro ad ovest, Wolkait a sud e Humera ad est. È situato nella regione del Tigrè, copre una superficie di 5000 km² ed è stato istituito nel 1999.

## Geografia
Nel parco nazionale l'altitudine oscilla tra i 1800 metri dell'altopiano di Kafta e i 500 metri della valle del Tacazzè. Nonostante il Tacazzè sia il fiume principale della zona, la regione è irrorata anche da una serie di altri fiumi provenienti dai monti Semien e dall'altopiano di Wolkait. La pioggia cade soprattutto nei mesi di maggio e settembre.

## Flora e fauna
I tipi di vegetazione prevalenti nel parco sono la savana di Acacia-Commiphora e la foresta montana sempreverde secca.
Il parco nazionale svolge un ruolo particolarmente importante per la conservazione dell'elefante africano in Etiopia, ospitando una popolazione di circa 100-150 esemplari che si spostano stagionalmente tra Etiopia ed Eritrea. Il parco costituisce anche un importante sito di svernamento per la damigella di Numidia. Nel suo settore nord-occidentale se ne possono trovare fino a 20.000 esemplari.
Altre specie degne di nota sono lo struzzo, l'oritteropo, la gazzella dalla fronte rossa, il kudù maggiore e l'antilope roana, nonché il caracal, il leopardo e il leone. Nel parco sono state individuate 42 specie di mammiferi, 167 specie di uccelli e 9 specie di rettili.